# Aladdin (telessérie)
Aladdin é uma série animada estadunidense produzida pela Disney e exibida em série de televisão originalmente entre 1994 e 1995. Foi criada inspirada nos filmes Aladdin e O Retorno de Jafar. A série é ambientada após os acontecimentos de O Retorno de Jafar e antes do terceiro filme, Aladdin e os 40 Ladrões.

## Enredo
A série se passa logo após os acontecimentos de O Retorno de Jafar. Aladdin, agora noivo da Princesa Jasmine, embarca em inúmeras aventuras com seus companheiros, dentro e fora da cidade de Agrabah. Essas aventuras incluem resolver mistérios, encontrar tesouros e enfrentar vários inimigos.

## Exibição no mundo lusófono

### NoBrasil
A série estreou dublada em junho de 1995 no já extinto programa da Rede Globo TV Colosso, e posteriormente foi exibido também no programa Angel Mix apresentado por Angélica depois da TV Colosso entre o início de 1996 e o fim de 1997.
Mais tarde, foi exibido no SBT a partir de 1998 nos programas Disney Club, Bom Dia e Cia e Sábado Animado até 2005. Depois, voltou a ser exibido na Rede Globo, agora nos programas TV Globinho e Festival de Desenhos.
Também foi exibido pelo canal por assinatura Disney Channel.